# Adiraja
Adiraja is een bestuurslaag in het regentschap Cilacap van de provincie Midden-Java, Indonesië. Adiraja telt 5093 inwoners (volkstelling 2010).